# Alcetas I do Epiro
Alcetas I foi um rei do Epiro, e um bisavô de Pirro.

## Antepassados
Os reis do Epiro descendiam de Pielus, filho de Pirro e Andrómaca. Epiro teve apenas um rei, desde sua conquista por Molosso, filho de Pirro e Andrómaca, até o reinado de Alcetas I. Tharypus foi um descendente de Pirro, filho de Aquiles; quinze gerações separam Thapyrus e de Pirro, filho de Aquiles.
Em uma outra versão, Pirro, o ancestral dos reis do Epiro, era filho de Neoptólemo, filho de Aquiles, e de Lanassa, filha de Cleódeo, filho de Hilo; o nome Pirro era o apelido de Neoptólemo, e foi dado a seu filho.
O reino do Epiro caiu em barbarismo, até Tharrhypas, que introduziu costumes gregos.

## Família
Tharrhypas ou Thapyrus foi o pai de Alcetas I. Neoptólemo I e Arribas I eram irmãos, filhos de Alcetas I do Epiro, filho de Tharypus.

## Sucessão
Com a morte de Alcetas I, seus filhos Neoptólemo I e Arribas disputaram o trono, e concordaram em dividir o poder, reinando juntos.
Neoptólemo I foi o pai de Olímpia e de Alexandre I de Epiro, e Arribas o pai de Eácides I, pai de Pirro, o famoso rei do Epiro que lutou contra Roma.